# Cerviniopsis gorbunovi
Cerviniopsis gorbunovi är en kräftdjursart som beskrevs av Smirnov 1946. Cerviniopsis gorbunovi ingår i släktet Cerviniopsis och familjen Cerviniidae. Inga underarter finns listade i Catalogue of Life.